# Rally de Gran Bretaña de 2016
El Rally de Gran Bretaña de 2016, oficialmente 72. Dayinsure Wales Rally GB, fue la septuagésima segunda edición y la decimosegunda ronda de la temporada 2016 del Campeonato Mundial de Rally. Se celebró del 27 al 30 de octubre y contó con un itinerario de 22 tramos sobre tierra que sumaron un total de 330.21 km cronometrados. Fue también la decimosegunda ronda de los campeonatos WRC 2 y WRC 3.
Sébastien Ogier se quedó con la victoria con un tiempo de 3:14:30.2 dejando por detrás a Tänak a 10,2 s y a Neuville a más de un minuto.

## Resultados

### Itinerario
| Día   | Tramo | Nombre                 | Distancia | Ganador           | Automóvil             | Tiempo  | Líder           |
| ----- | ----- | ---------------------- | --------- | ----------------- | --------------------- | ------- | --------------- |
| Día 1 | SS1   | Myherin 1              | 31.82 km  | Sébastien Ogier   | Volkswagen Polo R WRC | 18:07.0 | Sébastien Ogier |
| Día 1 | SS2   | Sweet Lamb 1           | 4.24 km   | Sébastien Ogier   | Volkswagen Polo R WRC | 2:49.0  | Sébastien Ogier |
| Día 1 | SS3   | Hafren 1               | 35.14 km  | Ott Tänak         | Ford Fiesta RS WRC    | 20:45.4 | Sébastien Ogier |
| Día 1 | SS4   | Dyfnant 1              | 17.91 km  | Ott Tänak         | Ford Fiesta RS WRC    | 10:18.9 | Sébastien Ogier |
| Día 1 | SS5   | Myherin 2              | 31.82 km  | Sébastien Ogier   | Volkswagen Polo R WRC | 18:01.4 | Sébastien Ogier |
| Día 1 | SS6   | Sweet Lamb 2           | 4.24 km   | Sébastien Ogier   | Volkswagen Polo R WRC | 2:53.7  | Sébastien Ogier |
| Día 1 | SS7   | Hafren 2               | 35.14 km  | Sébastien Ogier   | Volkswagen Polo R WRC | 20:58.6 | Sébastien Ogier |
| Día 1 | SS8   | Dyfnant 2              | 17.91 km  | Thierry Neuville  | Hyundai i20 WRC       | 10:32.1 | Sébastien Ogier |
| Día 2 | SS9   | Pantperthog 1          | 9.64 km   | Ott Tänak         | Ford Fiesta RS WRC    | 5:47.1  | Sébastien Ogier |
| Día 2 | SS10  | Dyfi 1                 | 21.12 km  | Sébastien Ogier   | Volkswagen Polo R WRC | 12:01.2 | Sébastien Ogier |
| Día 2 | SS11  | Gartheinog 1           | 11.34 km  | Thierry Neuville  | Hyundai i20 WRC       | 7:00.9  | Sébastien Ogier |
| Día 2 | SS12  | Pantperthog 2          | 9.64 km   | Ott Tänak         | Ford Fiesta RS WRC    | 5:50.5  | Sébastien Ogier |
| Día 2 | SS13  | Dyfi 2                 | 21.12 km  | Ott Tänak         | Ford Fiesta RS WRC    | 12:12.9 | Sébastien Ogier |
| Día 2 | SS14  | Gartheinog 2           | 11.34 km  | Ott Tänak         | Ford Fiesta RS WRC    | 7:07.4  | Sébastien Ogier |
| Día 2 | SS15  | Aberhirnant            | 13.91 km  | Sébastien Ogier   | Volkswagen Polo R WRC | 7:29.3  | Sébastien Ogier |
| Día 2 | SS16  | Cholmondeley Castle    | 1.80 km   | Andreas Mikkelsen | Volkswagen Polo R WRC | 1:08.6  | Sébastien Ogier |
| Día 3 | SS17  | Clocaenog 1            | 7.70 km   | Ott Tänak         | Ford Fiesta RS WRC    | 4:19.0  | Sébastien Ogier |
| Día 3 | SS18  | Brenig 1               | 7.93 km   | Ott Tänak         | Ford Fiesta RS WRC    | 5:23.1  | Sébastien Ogier |
| Día 3 | SS19  | Alwen 1                | 10.41 km  | Ott Tänak         | Ford Fiesta RS WRC    | 5:42.1  | Sébastien Ogier |
| Día 3 | SS20  | Clocaenog 2            | 7.70 km   | Ott Tänak         | Ford Fiesta RS WRC    | 4:18.4  | Sébastien Ogier |
| Día 3 | SS21  | Alwen 2                | 10.41 km  | Ott Tänak         | Ford Fiesta RS WRC    | 5:39.7  | Sébastien Ogier |
| Día 3 | SS22  | Brenig 2 (Power Stage) | 7.93 km   | Ott Tänak         | Ford Fiesta RS WRC    | 5:19.0  | Sébastien Ogier |

### Power Stage
El power stage al igual que en las anteriores carreras fue la última etapa del rally y tuvo un recorrido total de 7,93 km.
| Pos. | Piloto            | Coche                 | Tiempo | Dif. | Puntos |
| ---- | ----------------- | --------------------- | ------ | ---- | ------ |
| 1    | Ott Tänak         | Ford Fiesta RS WRC    | 5:19.0 | 0.0  | 3      |
| 2    | Andreas Mikkelsen | Volkswagen Polo R WRC | 5:20.4 | +1.4 | 2      |
| 3    | Thierry Neuville  | Hyundai i20 WRC       | 5:23.5 | +4.5 | 1      |

## Clasificación final
| Pos.                  | No.                   | Piloto                | Copiloto              | Equipo                           | Coche                 | Tiempo                | Diferencia            | Puntos                |                       |
| Clasificación General | Clasificación General | Clasificación General | Clasificación General | Clasificación General            | Clasificación General | Clasificación General | Clasificación General | Clasificación General | Clasificación General |
| --------------------- | --------------------- | --------------------- | --------------------- | -------------------------------- | --------------------- | --------------------- | --------------------- | --------------------- | --------------------- |
| 1                     | 1                     | Sébastien Ogier       | Julien Ingrassia      | Volkswagen Motorsport            | Volkswagen Polo R WRC | 3:14:30.2             | 0.0                   | 25                    |                       |
| 2                     | 12                    | Ott Tänak             | Raigo Mõlder          | DMACK World Rally Team           | Ford Fiesta RS WRC    | 3:14:40.4             | +10.2                 | 21                    |                       |
| 3                     | 3                     | Thierry Neuville      | Nicolas Gilsoul       | Hyundai Motorsport               | Hyundai i20 WRC       | 3:16:05.6             | +1:35.4               | 16                    |                       |
| 4                     | 20                    | Hayden Paddon         | John Kennard          | Hyundai Motorsport N             | Hyundai i20 WRC       | 3:16:25.1             | +1:54.9               | 12                    |                       |
| 5                     | 7                     | Kris Meeke            | Paul Nagle            | Abu Dhabi Total World Rally Team | Citroën DS3 WRC       | 3:17:05.4             | +2:35.2               | 10                    |                       |
| 6                     | 4                     | Dani Sordo            | Marc Martí            | Hyundai Motorsport               | Hyundai i20 WRC       | 3:18:32.8             | +4:02.6               | 8                     |                       |
| 7                     | 2                     | Jari-Matti Latvala    | Miikka Anttila        | Volkswagen Motorsport            | Volkswagen Polo R WRC | 3:18:58.5             | +4:28.3               | 6                     |                       |
| 8                     | 5                     | Mads Østberg          | Ola Fløene            | M-Sport World Rally Team         | Ford Fiesta RS WRC    | 3:19:08.5             | +4:38.3               | 4                     |                       |
| 9                     | 14                    | Stéphane Lefebvre     | Gilles De Turckheim   | Abu Dhabi Total World Rally Team | Citroën DS3 WRC       | 3:21:42.4             | +7:12.2               | 2                     |                       |
| 10                    | 6                     | Eric Camilli          | Benjamin Veillas      | M-Sport World Rally Team         | Ford Fiesta RS WRC    | 3:22:49.5             | +8:19.3               | 1                     |                       |
| 12                    | 9                     | Andreas Mikkelsen     | Anders Jæger          | Volkswagen Motorsport II         | Volkswagen Polo R WRC | 3:24:14.2             | +9:44.0               | 2                     |                       |